# Loasa gayana
Loasa gayana är en brännreveväxtart som beskrevs av Ignatz Urban och Gilg. Loasa gayana ingår i släktet Loasa och familjen brännreveväxter. Inga underarter finns listade i Catalogue of Life.